# François-Xavier van der Straten-Waillet
François-Xavier, baron van der Straten-Waillet, né le 22 janvier 1910 à Anvers et mort le 5 février 1998) à Woluwe-Saint-Lambert, est un diplomate et homme politique belge.

## Fonctions
- Envoyé extraordinaire et ministre plénipotentiaire en Argentine (1952-1955)
- Envoyé extraordinaire et ministre plénipotentiaire aux Pays-Bas (1955-1966)
- Envoyé extraordinaire et ministre plénipotentiaire en Italie (1969-1973)
- Directeur général de la Politique au ministère des Affaires étrangères (1966-1969)
- Membre de la Chambre des représentants de Belgique
- Ministre de la Santé publique et de la Famille (1948-1949)
- Ministre du Commerce extérieur (1947-1948)
- Ambassadeur honoraire de S.M. le Roi des Belges

## Source
- Le Livre bleu : recueil biographique. 1950-, F. Larcier., 1er janvier 1950